# 直木三十五
直木 三十五（なおき さんじゅうご、1891年〈明治24年〉2月12日 - 1934年〈昭和9年〉2月24日）は、日本の小説家、脚本家、映画監督。本名は植村 宗一（うえむら そういち）。弟は東洋史学者の植村清二。エンターテインメント系の作品に与えられる直木三十五賞（通称「直木賞」）は、彼に由来する。

## 来歴
1891年（明治24年）2月12日、現在の大阪市中央区安堂寺町2丁目に生まれる。
父の反対を押して早稲田大学英文科予科を経て、早稲田大学高等師範部英語科へ進学したが、月謝未納で中退。しかし早稲田大学へは登校し続けており、卒業記念写真の撮影にも参加している。
1920年（大正9年）、里見弴、久米正雄、吉井勇、田中純らによって創刊された『人間』の編集を担当。この当時は本名「植村宗一」を使った。
1923年（大正12年）の関東大震災以後は大阪のプラトン社に勤務し、川口松太郎とともに娯楽雑誌『苦楽』の編集に当たった。以後、次第に時代小説を書くようになる。
1925年（大正14年）、マキノ・プロダクション主催のマキノ省三家に居候する。マキノ省三に取り入って、映画制作集団「聯合映畫藝術家協會」を結成。映画製作にのめりこむ。
1927年（昭和2年）、マキノに出資させて製作した映画群が尽く赤字に終わり、「キネマ界児戯に類す」（映画など子供の遊びだ）と捨て台詞を吐いて映画界から撤退。同年、マキノプロの大作『忠魂義烈 ・實録忠臣蔵』の編集中に失火しマキノ邸が全焼すると、火事場見舞いに訪れた直木はマキノから小遣いを貰ったうえ、「マキノはこれで潰れる」と喧伝。これがマキノのスタア大量脱退の一因となる。
1929年（昭和4年）、『由比根元大殺記』で大衆作家として認められた。『黄門廻国記』は月形龍之介の主演した映画『水戸黄門』の原作にもなった。ほかにも直木作品を原作とした映画は50本近くある。
代表作となったのは、お由羅騒動を描いた『南国太平記』である。これは三田村鳶魚が調べて発表したのを元ネタにしたため三田村が怒り、『大衆文藝評判記』を書いて歴史小説・時代小説家らの無知を批判した。そのため海音寺潮五郎、司馬遼太郎、永井路子など（いずれも直木賞受賞）の本格的歴史作家が育った。

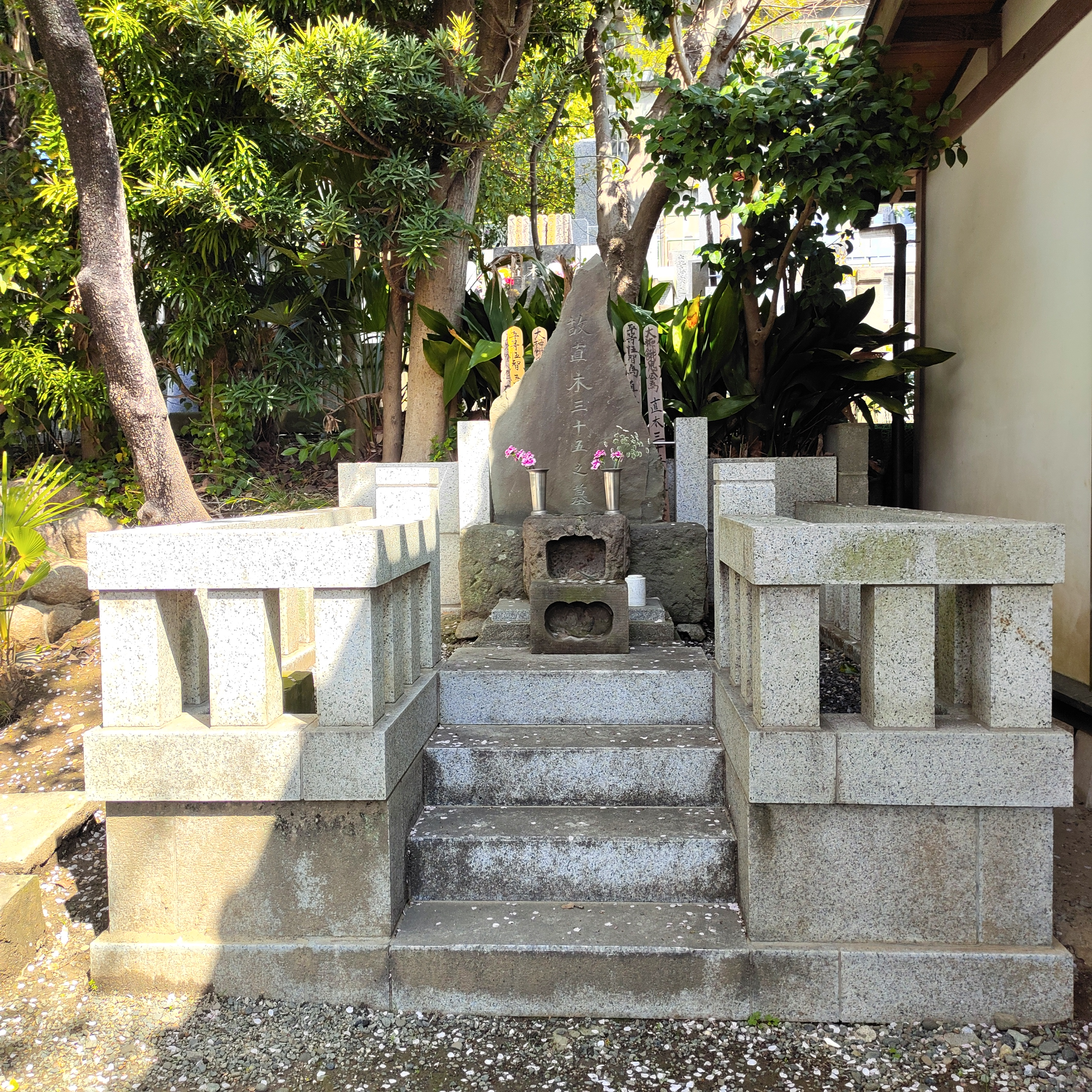
横浜市金沢区長昌寺にある直木三十五の墓

1934年（昭和9年）2月24日、結核性脳膜炎により東京帝国大学附属病院で永眠。43歳没。
1934年（昭和9年）2月26日、東京・内幸町にあった大阪ビルで神式による葬儀が行われた。喪主は長男の昴生が務める予定であったが病気のため出席できなかった。親族のほかには前夫人の香西おりえ、愛人の真館はな子が出席した。式場には出版関係者をはじめ菊池寛、久米正雄、三上於菟吉、大仏次郎、吉川英治、横光利一などの文士ら約600人が出席して別れを惜しんだ。
没後、菊池寛の発意により大衆文学を対象とする文学賞「直木三十五賞」が創設された。

## 人物像など

### 名前について
「直木」は「植」の字を分解したもので、「三十五」は年齢を元にしたものである。31歳のときに直木三十一の筆名で『時事新報』に月評を書いたのが文筆活動の始まりで、以降誕生日を迎えるごとに「三十二」、「三十三」と名前を変えていた。
34歳の誕生日を迎えた時、本人は「直木三十四」と書いた。しかし、編集者が勘違いから「直木三十三」と書き直してしまい、当の「直木三十四」はそれを訂正することはせず「直木三十三」を使っていた。しかし「三十三」は字面が良くない、あるいは「さんざん」と読むことができたり「みそそさん」と呼ばれることを本人が嫌ったようで、直木三十五と名を改めた。
それ以降は歳を重ねても改名することはなかった。止めた理由は以下の2説がある。
1. 「三十六計逃げるに如かず」と茶化されるのが嫌だった
2. 菊池寛から「もういい加減（年齢とともにペンネームを変えることは）やめろ」と忠告された

他に竹林の七賢にちなんだ「竹林賢七」などの筆名もある。

### 直木の「タニマチ」医師、薄恕一
直木の母方の叔父の親友が、相撲界でパトロンを指す「タニマチ」の語源となった医師薄恕一である。
薄の経営する大阪谷町六丁目「薄病院」に、病弱な直木は幼稚園児のころから通院。19歳のころにはアルバイトで学費も稼ぐなど、物心両面で世話になっている。
このため、直木は作家となった後も薄への感謝を忘れず、自叙伝「死までを語る」で、「薄恕一氏の紹介で、小学校の代用教員になる事になった。」「ほとんど育つか、育たぬか分らなかった私が、とにかく、四十三まで、生きて来られたのは、この人が居られたからである。」と綴っている。
また、薄は、直木の弟「清二」の名づけ親にもなっている。

### 直木とマキノ省三
直木は三十三と名乗っていたころ、マキノ省三の家に居候していた。当時中学生だったマキノ雅弘は、なぜ直木が家にいるのか分からなかった。マキノ雅弘は、「小学校三年までしか学校に行っていない父が、直木が早稲田中退というだけで、しかも在学中には自分がファンだった澤田正二郎と同級だったということもあり、直木のことをよく聞いて居候させていたのだろう」と語っている。
このころ直木は朝から晩まで着物をぞろりとひっかけるように着て、雅弘をつかまえると「おい、マサ公」と決まって用をいいつけた。金もないのに「スリーキャッスル（煙草）を買ってこい」といい、「おっさん、金がない」と答えると「盗んで来いッ!」と怒鳴るような人物だった。雅弘は「生意気ながら、早稲田大学中退程度で大した人だとは思わなかった」と語っている。
直木は1925年（大正14年）に菊池寛を頭に連合映画芸術家協会を設立して映画製作に乗り出した。資金は全てマキノ省三に出させていた。映画人からは「作家ゴロ」「映画ゴロ」と陰口をたたかれ、雅弘は「直木三十五って男は活動屋（映画制作関係者の蔑称）のブローカーになり下がった奴で、金が欲しいだけで何も書かない作家だ」と人から教えてもらったという。1926年（大正15年）の『山賊』はマキノプロの施設と資金で撮り、直木はただタイトルを出すだけで金を取っていた。雅弘は「文芸作家協会員と言う人達は、恥ずかしいということを知らない人たちばかりだと真面目に思ったものである」とも述べている。
直木はのちに「大衆文芸同人」と名を改め、連合映画芸術家協会と同じ陣容で『野火』を製作。マキノ雅弘は「大衆文芸同人も聯合映画芸術家協会も、相手は活動屋だとタカをくくって食い物にしていたようだ。連中に振り回されて、マキノは、せいぜいどっかの雑誌屋の宣伝のための映画を客に見せていたのではなかったろうか」としている。
片岡千恵蔵は直木の紹介でマキノに入社するが、直木が初めて脚本を書いたのが千恵蔵主演の『烏組就縛始末記』であり、以来直木と千恵蔵はくっつきすぎていて、マキノ省三は千恵蔵をやや敬遠していた。千恵蔵は翌年マキノを脱退するが、雅弘は「今こそ云えることだが、直木という男は三十五になるまでマキノから銭だけ取って何もしなかった人であり、そんなタカリ専門の男からの個人的な紹介であったことが---当然ながら最初からマキノの不信感を買うことになり---千恵蔵の不幸であった」とこのスタアの脱退について語っている。
マキノプロの大作『忠魂義烈 ・實録忠臣蔵』は当初直木がどうしても原作を書かせろと云って聞かず、結局は一行も書けなかった。そこでマキノ省三は直木と連合映画芸術家協会からこの作品を切り離すため「實録」と銘打った。直木に反感を持っていたマキノ夫人の知世子もこの「實録」には喜んで協力している。マキノ省三が失火の後病臥しても直木は見舞いもなく、撮影所からぱったり姿を消した。
雅弘は「当時の私たち若いマキノの連中は、とにかく衣笠貞之助、伊藤大輔、二川文太郎、井上金太郎らの先輩に追いつけ、追いつけで、現場で走り回り、がんばったものだった。机の前で字を書いてホンを作り、映画や芝居の河原乞食---つまり私たち---をおだてて金儲けをし、偉くなられた『芸術家』の先生とは同じ志を持たなかった。少なくとも、『芸術』とは読むもんで、見るもんじゃないと私たちは思った」とし、「直木賞ができたときには何やこれと首をかしげた、直木三十三から三十五になってもついに彼の名作らしいものを全く知らなかった愚かな私は現在も続いている直木賞に、いったいどんな値打ちがあるのかと首をかしげずにはいられないのである」としている。

### 直木と将棋・囲碁・麻雀

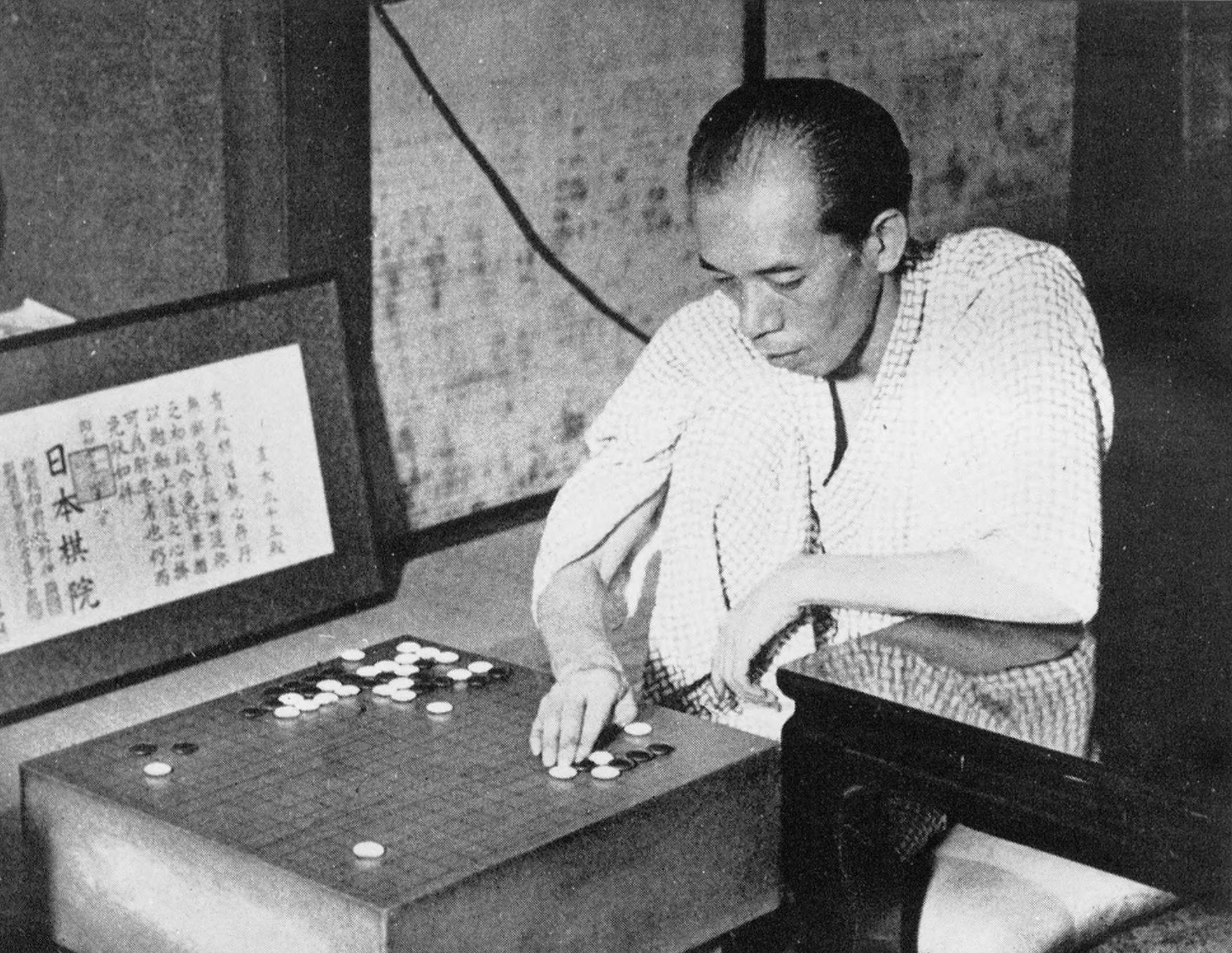
自宅の直木、奥には初段免状

囲碁・将棋好きで知られた。1932年には日本棋院から初段の免状を受けている。ある日、菊池寛のところへタクシーに乗って借財に行き5円を借りたが、タクシーを待たせたまま菊池との将棋に没頭。料金が借財を上回ったため、そのタクシーに乗って別な場所に再び借財に回る逸話を残した。直木のお通夜の席でも式が終わると会場で菊池寛と山本有三が将棋を、豊島与志雄と平凡社員が囲碁を打ち、別れを惜しんだ。また、これとは別に菊池は芝区の旅館で直木が好きだった麻雀にかこつけて追善麻雀大会を開催。後日、警視庁に賭博容疑で検挙されている。

## 著作
- 心中きらら阪（直木三十三）春陽堂 1924
- 仇討十種 （直木三十三）プラトン社 1924
  - 元禄赤穂事件を扱った「討入り」「寺坂吉右衛門の逃亡」などを含む[9]
- 大衆文芸新作仇討全集 第1-2巻（直木三十三）興文社 1925-26
- 合戦 平凡社 1928
- 仇討浄瑠璃坂 平凡社 1929
- 正伝荒木又右衛門 先進社 1930
- 風流殺法陣 平凡社 1930
- 青春行状記 中央公論社 1931
- 南国太平記 誠文堂 1931　のち新潮文庫、角川文庫
  - 薩摩藩のお由羅騒動を扱った直木の代表作。何度も映画化されている。
- 伝八郎の疑問 新潮社 1931
- 関ケ原 早稲田大学 1931
- 楠木正成 中央公論社 1932
- 徳川地獄図解 改造社 1932
- 明暗三世相 改造社 1932
- 日本の戦慄 上海篇 中央公論社 1932
- 益満休之助 新潮社 1932
  - 上記の南国太平記の続編。1935年に極東映画製作、羅門光三郎主演で映画化されている。
- 直木三十五全集 全20巻 改造社 1933-35  
  - 「源九郎義経」「石田三成」「寺坂吉右衛門の逃亡」などを含む
- 光・罪と共に 中央公論社 1933
- 直木三十五随筆集 中央公論社 1934

## 伝記
- 植村鞆音 『直木三十五伝』 文藝春秋　2005年、文春文庫　2008年。植村清二[10]の子息で甥にあたる。
- 『直木三十五入門』 新風書房、2005年。福山琢磨編・植村鞆音監修
- 山崎國紀 『知られざる文豪 直木三十五』 ミネルヴァ書房、2014年

## フィルモグラフィ
昭和初年の無声映画時代、直木は京都の映画作家たちと関わり、自らも3年間に9本の映画脚本を執筆し、そのうち1本は監督をした。脚本家デビュー作は、親友菊池寛の小説の翻案『恩讐の彼方に』で、1925年2月5日に、監督デビュー作は、江戸川乱歩原作の翻案『一寸法師』で、1927年3月25日にそれぞれ公開された。脚本・監督作のすべてが無声映画であった。
また、原作については50本近くの作品が挙がり、『南国太平記』だけで10作の映画がつくられている。
- 『恩讐の彼方に』脚本（1925年、「直木三十三」名義）
  - 監督：牧野省三、原作：菊池寛、撮影：持田米三（「持田米彦」名義）、助監督：二川文太郎、主演：鬼頭善一郎・中村若之助・久松喜世子・澤田正二郎、製作：東亜キネマ等持院撮影所
- 『室町御所』脚本（1925年、「直木三十三」名義）
  - 監督：広瀬五郎、原作：岡本綺堂、撮影：河上勇喜、指揮：中川紫郎、助監督：マキノ雅弘（「マキノ正唯」名義）、主演：マキノ輝子・実川延松、製作：中川映画製作所、配給：連合映画芸術家協会
- 『生玉心中』脚本（1925年、「直木三十三」名義）
  - 監督：中川紫郎・広瀬五郎、撮影：河上勇喜、主演：実川延松・春日小夜子、製作：中川映画製作所、配給：連合映画芸術家協会
- 『忠弥召捕』脚本（1926年、「直木三十三」名義）
  - 監督：マキノ省三・沼田紅緑、撮影：大森伊八、助監督：マキノ正唯、主演：澤村長十郎・松本松五郎・関操・マキノ輝子、製作：マキノ・プロダクション御室撮影所
- 『天一坊と伊賀亮』脚本（1926年、「直木三十三」名義）
  - 監督：牧野省三・衣笠貞之助、原作：額田六福、撮影：田中十三、助監督：マキノ正唯、主演：市川猿之助・市川八百蔵・市川小太夫・沢村源十郎・マキノ輝子、製作：連合映画芸術家協会・春秋座
- 『地蔵経由来』脚本（1926年、「直木三十三」名義）
  - 監督：深川ひさし、原作：久米正雄、撮影：柏田敏雄、字幕：稲垣虹二郎、主演：金井謹之助・高堂国典・香川良介（「香川遼」名義）・稲垣浩・東明二郎、製作：連合映画芸術家協会
- 『一寸法師』監督・脚本（1927年）
  - 共同監督：志波西果、原作：江戸川乱歩、撮影：酒井健三、主演：石井漠・白川珠子・栗山茶迷・石井小浪・鈴木芳子、製作：連合映画芸術家協会
- 『新珠』脚本（1927年）
  - 監督：鈴木謙作、原作：菊池寛、撮影：柏田敏雄、主演：富士龍子・東愛子・石井小浪・梅島昇・友成若波・中西近之祐・今井緑郎、製作：連合映画芸術家協会
- 『炎の空』脚本（1927年）
  - 監督：鈴木謙作、原作：三上於菟吉、撮影：柏田敏雄、主演：梅島昇・荒木忍・富士龍子・今井緑郎・浅原和夫・東愛子・製作：連合映画芸術家協会、配給：マキノ・プロダクション

## 音声化作品
- 「貧乏一期二期三期」PIXELA SOUND BOOK 日本の名著シリーズ